# هانس فون اوبستفلدر
هانس فون اوبستفلدر (به آلمانی: Hans von Obstfelder) (زاده ۲۲ نوامبر ۱۸۹۴ – درگذشته ۱۰ سپتامبر ۱۹۸۰) یک نظامی آلمانی در دوره امپراتوری آلمان، جمهوری وایمار و رایش سوم بود که فرماندهی واحدهای مختلفی را در جریان جنگ جهانی دوم بر عهده داشت.
ترفیع درجات:
- ۱۸ اوت ۱۹۰۶: ستوان دوم
- ۱۷ فوریه ۱۹۱۴: ستوان یکم
- ۱۸ ژوئن ۱۹۱۵: سروان
- ۱ فوریه ۱۹۲۶: سرگرد
- تابستان ۱۹۳۰: سرهنگ دوم
- ۱ مارس ۱۹۳۳: سرهنگ
- ۱ ژانویه ۱۹۳۶: سرتیپ
- ۱ فوریه ۱۹۳۸: سرلشکر
- ۱ ژوئن ۱۹۴۰: سپهبد (ژنرال پیاده‌نظام)

## نشان‌ها و جوایز
- صلیب آهنین (۱۹۱۴) درجه دو (سپتامبر ۱۹۱۴) و درجه یک (ژوئن ۱۹۱۵)
- صلیب آلمانی طلایی (۲۱ آوریل ۱۹۴۳)
- صلیب شوالیه آهنین با برگ‌های بلوط و شمشیرها
  - صلیب شوالیه آهنین (۲۷ ژوئیه ۱۹۴۱)
  - برگ‌های بلوط (۷ ژوئن ۱۹۴۳)
  - شمشیرها (۵ نوامبر ۱۹۴۴)